# Benjamin Friedrich von Reichenbach
Benjamin Friedrich von Reichenbach (* 1697 in Calbe; † 4. Mai 1750) war preußischer Geheimrat, Präsident aller geistlichen Sachen wie auch des Armendirektoriums als auch Direktor des Mons Pietatis. Er erhielt zusammen mit seinem Bruder Aribert am 21. November 1719 in Wien seine Reichsadelsbestätigung.

## Herkunft
Seine Eltern waren Johann Friedrich Reichenbach (* 6. Januar 1647; † 1710) und dessen Ehefrau Anna Katharina Fiedler († 19. März 1741). Sein Vater war preußischer Rat und Syndicus von Calbe. Er kaufte 1684 das Gut Karge bei Calbe vom Kurfürsten.

## Leben
Er immatrikulierte sich am 11. Oktober 1715 an der Universität Halle zum Jurastudium. Bereits 1717 schloss er mit einer Dissertation ab. Am 21. November 1717 erhielt er seine Adelsbestätigung. Er ging in den auswärtigen Dienst des preußischen Ministeriums und wurde Legationsrat und Resident am Hof von St. James in London. 1730 wurde er dann als Geheimer Regierungsrat in das Fürstentum Minden  versetzt. Dann erhielt er Aufgaben in Berlin und wurde 1736 Oberkurator der preußischen Universitäten sowie Preußischer Geheimrat und Oberkonsistorialpräsident des französischen Oberkonsistoriums und des Kurmärkischen Konsistoriums. Bekannt wurde er, als er 1737 auf Befehl Friedrich Wilhelms eine Generalvisitation aller Prediger und Schuldiener im Land machte.
Er starb am 4. Mai 1750 in Berlin im Alter von 54 Jahren an einer Brustkrankheit.

## Familie
Er heiratete 1739 Caroline Wilhelmine Henriette von Viebahn († 1748), einzige Tochter des Staatsministers Johann Moritz von Viebahn. Nach ihrem Tod fiel er in eine tiefe Depression, die ihm fast auch das Leben kostete. Das Paar hatte mehrere Kinder, darunter:
- Viktor Friedrich August Moritz (1742–1831), Herr von  Herzborn, Rechine und Kunkendorf ⚭ Auguste Wilhelmine von Schmettau († 1838)
- Karoline Wilhelmine (1744–1787) ⚭ N.N. von Sydow,  ⚭ N.N. von Hoffmann
- Leopold Friedrich (* 4. August 1745; † 9. September 1831), Landrat im Landkreis Oberbarnim ⚭ Elisabeth Henriette Philippine von Kowalski (* 1756), Tochter des Generals Georg Lorenz von Kowalski (1717–1796)[3]